# Vincenzo Migotti
Vincenzo Migotti (fl. XX secolo) è stato un calciatore italiano, di ruolo centrocampista.

## Carriera
Dopo aver militato nel Treviso, disputa con il Venezia 10 partite nel campionato di Divisione Nazionale 1928-1929 e 12 partite con un gol nel campionato di Serie B 1929-1930.
L'anno seguente conta altre 22 presenze in Serie B con il club veneziano, che nel frattempo ha mutato denominazione in S.S. Serenissima, e milita con i lagunari fino al 1932.